# Olena Tjerevatova
Olena Tjerevatova, född den 17 juli 1970 i Salsk, Ryska SFSR, Sovjetunionen, är en ukrainsk kanotist.
Hon tog OS-brons i K-4 500 meter i samband med de olympiska kanottävlingarna 2004 i Aten.